# 天主教伊斯特米納-塔多教區
天主教伊斯特米納-塔多教區（拉丁語：Dioecesis Istminana-Taduana）是哥倫比亞一個羅馬天主教教區，屬聖菲德安蒂奧基亞總教區。
教區的前身是伊斯特米納宗座代牧區，成立於1952年11月14日，1990年4月30日升為教區並易名至今。
教區位於喬科省西南部，教座位於伊斯特米納。2006年有教友181,000人（佔轄區總人口87.9%）、卅八個堂區、六十三名司鐸。現任教區主教為胡里奧·赫爾南多·加西亞·佩萊斯。